# Salsån
Salsån este o arie protejată (arie specială de conservare — SAC, sit de importanță comunitară — SCI) din Suedia întinsă pe o suprafață de 0,27 ha, integral pe uscat.

## Localizare
Centrul sitului Salsån este situat la coordonatele 62°49′59″N 14°35′49″E / 62.833°N 14.5969°E.

## Înființare
Situl Salsån a fost declarat sit de importanță comunitară în mai 2006 pentru a proteja 1 specie de animale. Situl a fost protejat și ca arie specială de conservare în ianuarie 2014.

## Biodiversitate
Situată în ecoregiunea boreală, aria protejată conține 1 habitat natural: Fânețe montane.
La baza desemnării sitului se află o specie protejată de  nevertebrate: Lycaena helle.